# Toepolev Tu-134
De Toepolev Tu-134 (Russisch: Туполев Tу-134) (NAVO-codenaam: Crusty) is een tweemotorig vliegtuig van Russische makelij en heeft veel weg van de Amerikaanse Douglas DC-9. Het oorspronkelijke Sovjet-toestel is een zeer belangrijk vliegtuig in veel voormalige Sovjet-landen.

## Geschiedenis
In september 1967 maakte de Toepolev Tu-134 zijn eerste vlucht van Moskou naar Adler. De Toepolev Tu-134 was het eerste vliegtuig van Sovjetmakelij dat een officieel certificaat kreeg van de International Civil Aviation Organisation (ICAO). Dit certificaat maakte het mogelijk om het toestel ook op internationale routes in te zetten.
Het toestel had een scherpe hoek tussen de romp en de vleugels (35° tegen 28° bij Westerse toestellen). De eerste variant van de Tu-134 had geen straalomkeerders; het toestel gebruikte een parachute om na de landing tot stilstand te komen.
In 1968 begon Toepolev te werken aan een variant op de Tu-134. Het nieuwe toestel werd twee meter langer en hierdoor kon het toestel meer personen met zich meebrengen. Ook had dit toestel nieuwe motoren (D-30) die wel straalomkeerders hadden. Het vernieuwde toestel vloog in april 1969.
In totaal zijn er 852 Tu-134 vliegtuigen gebouwd. De toestellen zijn nog steeds intensief in gebruik in de voormalige Sovjet-landen. Sinds de intreding van de nieuwe ICAO-geluidsnormen wordt de Tu-134 uit een groot deel van het Europese luchtruim geweerd.

## Ongelukken
Met de 852 toestellen die er zijn gebouwd gebeurde er door de jaren heen in totaal 72 ongelukken.
Op 21 juni 2011 stortte er een Toepolev Tu-134 van RusAir neer bij Petrozavodsk met 47 doden als gevolg.
Naar aanleiding van deze crash gaf de Russische president Medvedev op 23 juni 2011 opdracht tot een algehele buitenbedrijfstelling van dit type.

## Tu-134 varianten
Tu-134

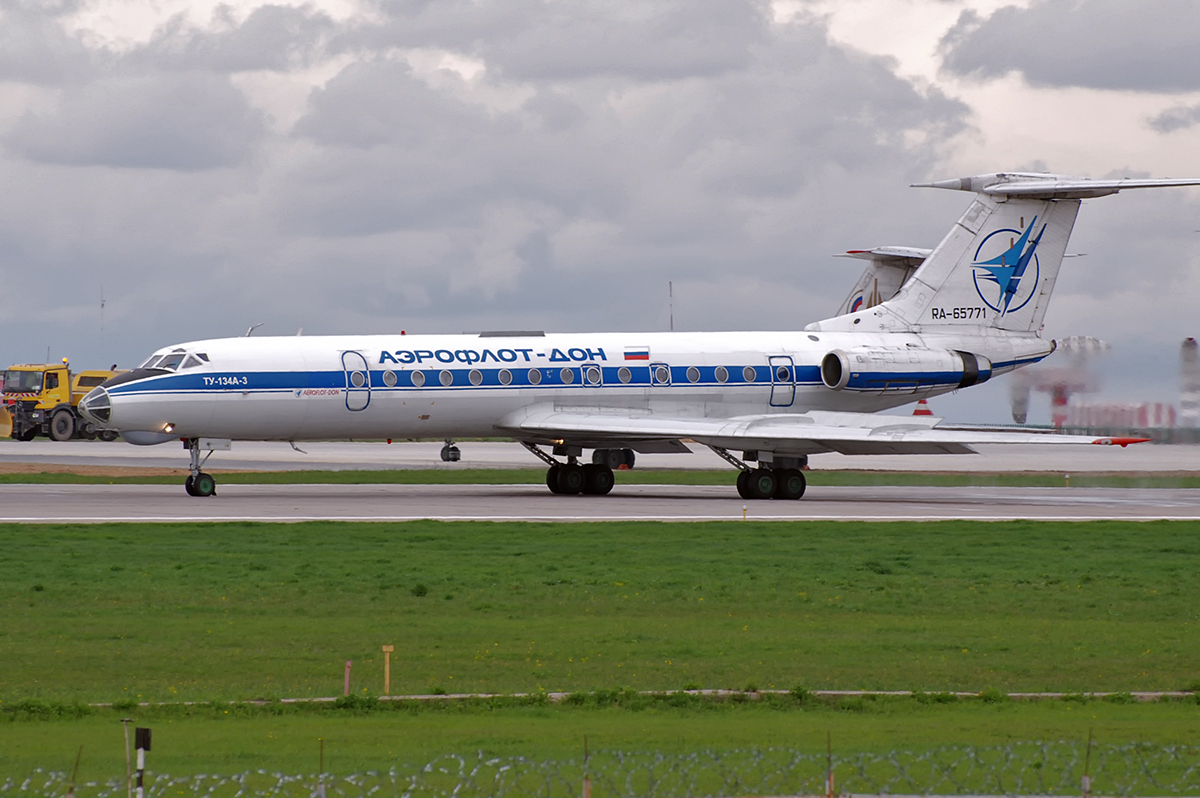
De Tu-134A-3 van Aeroflot-Don.

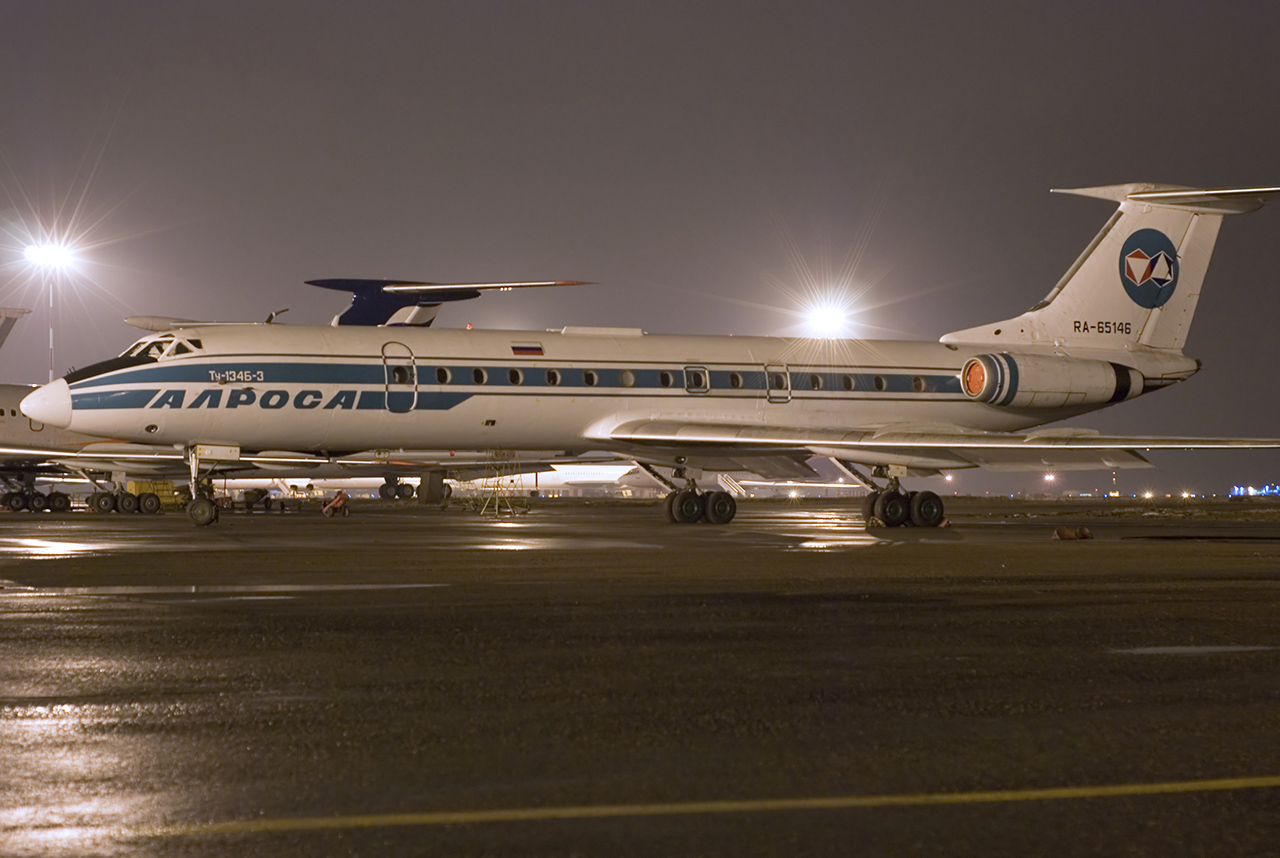
De Tu-134B-3 van Alrosa Mirny Air Enterprise.

Deze oorspronkelijke variant had een glazen neus bij de cockpit die diende als navigatiehulpmiddel. Het toestel kan 64-72 passagiers meenemen.
Tu-134A
Dit toestel had verbeterde motoren en was verlengd ten opzichte van de oorspronkelijke Tu-134. Ook deze variant had een glazen neus.
Tu-134A-2
Bij dit type werd de glazen neus vervangen doordat de radarinstrumenten hier werden geplaatst.
Tu-134A-3
Dit toestel kreeg verbeterde motoren (Soloviev D-30).
Tu-134A-5
Dit is de nieuwste variant waarbij vooral de instrumenten werden vernieuwd.
Tu-134B
Dit toestel had plaats voor 80 passagiers, had geen glazen neus en heeft grotere brandstoftanks om het toestel langere afstanden te kunnen laten vliegen.
Tu-134B-3
Het aantal stoelen uitgebreid tot 96.
Tu-134BV
Dit toestel wordt gebruikt door de Russische ruimtevaartorganisatie als model.
Tu-134LK
Deze variant wordt gebruikt door kosmonauten in opleiding.
Tu-134UBL
Op dit toestel werd de crew van het nieuwe toestel, de Tu-160, getraind.

## Luchtvaartmaatschappijen met Tu-134 in vloot
Weergeven worden de maatschappijen die de Tu-134 hebben of in haar vloot hebben gehad:
Adjarian Airlines, Aeroflot, Aeroflot-Don, Aeroflot-Nord, Aeroflot-Plus, Aero Rent, Air Baltic, Air Koryo, Air Lithuania, Air Moldova, Air Ukraine, Alania Airlines, Albanian Airlines, Alrosa, Armavia, Armenian Airlines, Astrakan, Astral, Atlant Soyuz, Atyrau Airways, Aurela, Aviaprima, AVL Arkhangelsk, Azerbaijan Airlines, Aviogenex, Balkan Bulgarian, Bashkirian Airlines, Belair Belarussian, Belavia, Benin Gulf Air, Black Sea Airlines, Cheboksary, Chernomorskie Airlines, CSA, Dagestan Airlines, Donavia, Egyptair, Enkor, Estonian Air, Gazpromavia, Georgian National, Gomelavia, Harka Air, Hemus Air, Interflug, Iraqi Airways, Kaliningradavia, Karat, Kazair West, Kharkov Air, Kirov Air, KMV, Kolavia, Kolkov Air, Komi Avia, Kyrgyzstan Airlines, Lat Charter, Lithuanian Airlines, LOT, Malev, Marsland Aviation, Moscow Airways, NAPO, Orbi Georgian, Orenburg Airlines, Orient Avia, Perm Airlines, Polet, Progress, Pulkovo, Rossija, Rusline, Samara Airlines, Sibaviatrans, Syrianair, Tajikistan Airlines, Tatarstan Air, UM air, UT air, UTAGE, Vietnam Airlines, Volga Aviaexpress, Voronezh Avia, Yamal Airlines, Yukos Avia.

## Luchtmachten met Tu-134 in haar vloot
Weergeven worden de landen die de Tu-134 hebben of hebben gehad:
- Angola
- Bulgarije
- Duitsland
- Hongarije
- Kazachstan
- Moldavië
- Mozambique
- Noord-Korea
- Rusland
- Syrië
- Oekraïne

Bommenwerpers: TB-1 · TB-3 · Tu-2 · Tu-4 · Tu-14 · Tu-16 · Tu-20 · Tu-22 · Tu-22M · Tu-26 · Tu-95 · Tu-126 · Tu-160

Gevechtsvliegtuigen: R-6 · Tu-28 · Tu-128  —  Verkenningsvliegtuigen: Tu-95 · Tu-142

Verkeersvliegtuigen: Tu-104 · Tu-114 · Tu-124 · Tu-134 · Tu-144 · Tu-154 · Tu-204 · Tu-214 · Tu-244 · Tu-334 · Tu-444

Overig/Experimenteel: ANT-1 · ANT-2 · ANT-4 · ANT-7 · ANT-16 · ANT-20 · ANT-58 · ANT-103 · Tu-70 · Tu-72 · Tu-75 · Tu-80 · Tu-85 · Tu-91 · Tu-96 · Tu-98 · Tu-102 · Tu-105 · Tu-107 · Tu-110 · Tu-116 · Tu-119 · Tu-125 · Tu-155 · Tu-156 · Tu-206 · Tu-216